# Villacher SV
Villacher SV was een Oostenrijkse voetbalclub uit Villach, in de deelstaat Karinthië. De club bestond van 1920 tot 1997. De club was ook in andere sporten actief en de inmiddels zelfstandig ijshockeysectie EC VSV is ook vrij bekend.

## Geschiedenis

### Voor en tijdens de Tweede Wereldoorlog
Rond 1920 was er een Italiaans garnizoen gestationeerd in Villach. Het garnizoen leerde de bevolking het voetbalspel en op 12 mei werd Villacher Sportverein opgericht met blauw-witte clubkleuren. Het eerste succes kwam er met de titel van de 1. Kärnter Klasse, de toenmalige hoogste speelklasse voor een club uit de deelstaat. In de beginjaren was Klagenfurter AC een van de grootste concurrenten van de club.
Tijdens de Tweede Wereldoorlog werd de club drie keer op rij kampioen waarna een wedstrijd tegen de kampioen van Stiermarken volgde, hierbij verloor men telkens van Grazer SC. In 1943 nam de club deel aan de eindronde om te promoveren naar de hoogste klasse maar werd laatste met 0 punten in de groep met LSV Markersdorf en Kapfenberger SC.

### Na de oorlog
Na de oorlog werd de 1. Kärnter Liga voor enkele seizoen opnieuw de hoogste klasse voor clubs uit Karinthië. In 1949 werd de club tweede en kwalificeerde zich zo voor de nieuw opgerichte tweede klasse (Tauernliga) waar clubs uit Karinthië en Salzburg speelden. De kampioen kon dan via een eindronde promoveren naar de hoogste klasse. Nadat de club de titel won moest een eindronde gespeeld worden met Linzer ASK en PSV Innsbruck waarbij VSV laatste werd. De club bleef in de tweede klasse spelen, vanaf 1959 de Regionalliga geheten. In 1973 werd de club gedeeld tweede met Kapfenberger SV op acht punten achterstand op kampioen WSG Radenthein. Na dit seizoen besloten VSV en Radenthein de krachten te bundelen en ze speelden als Radenthein/Villacher SV in de hoogste klasse, waar de 15de plaats bereikt werd. Omdat de competitie het volgende seizoen grondig hervormd werd degradeerde de club echter.
Het volgende seizoen speelde de club in de tweede klasse en hierna werd de samenwerking met Radenthein stopgezet. Villach nam de licentie over en bleef in de tweede klasse. In 1983 degradeerde de club en kon nog terugkeren voor seizoen 1985/86 en kon daarna niet meer terugkeren.

### Fusie met Austria Klagenfurt en nieuw begin
In 1997 fuseerde de club met SK Austria Klagenfurt en werd FC Austria/VSV Kärnten. In de herfst van 1999 werd de naam veranderd in FC Kärnten. De mensen van Villach verloren echter de affiniteit met de club die nu thuiswedstrijden in Klagenfurt speelde. Twee jaar eerder werd FC Villach opgericht, dat helemaal niets te maken had met VSV maar opgericht werd voor de jeugdwerking. In 2005 fuseerde de club met SV Fellach/VSV en werd zo SV Villach, als eerbetoon aan de oude club.
Na één seizoen promoveerde de club naar de Kärntner Liga en het hoofddoel van de club is promotie naar de Regionalliga en misschien zelfs Erste Liga of Bundesliga. In 2006 werd Villacher Sportverein (VSV) heropgericht.